# Grotte du Bief Paroux

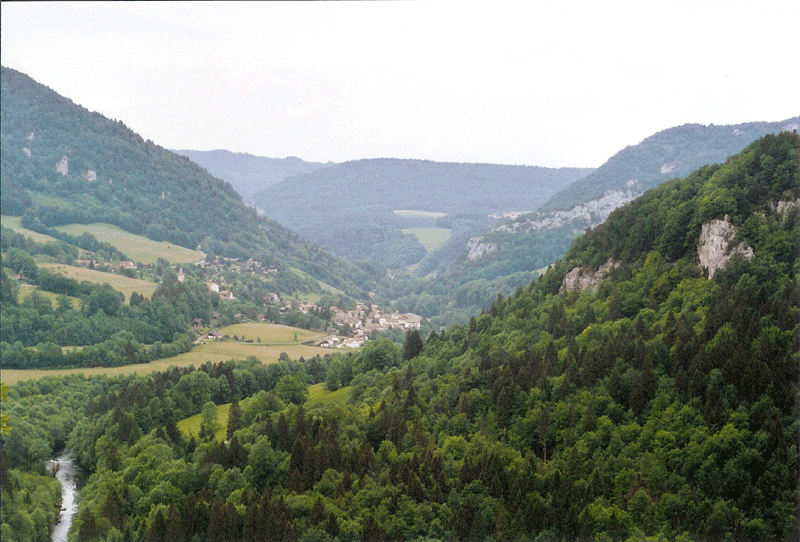
Der Doubs bei Goumois

Die Grotte du Bief Paroux ist eine wasserführende Horizontalhöhle in den Kalkschichten des Malm an der französisch-schweizerischen Grenze in der Region Bourgogne-Franche-Comté. Sie liegt in der Nähe der Ortschaft Goumois auf der französischen Seite des Doubs.
Die hydrogeologischen Verhältnisse, d. h. die unberechenbaren Veränderungen des Wasserstandes, haben 2001 beinahe zu einer Tragödie geführt. Von einem Besuch der Höhle durch höhlenunkundige Touristen oder bei schlechter oder unsicherer Witterung ist dringend abzuraten. Es wird Spezialausrüstung benötigt (Neoprenanzug u. a.).

## Höhlenrettung von 2001
Im Mai 2001 wurden sieben Studierende der Zürcher Hochschule für Soziale Arbeit und ihre 32-jährige Höhlenführerin vom Hochwasser überrascht und eingeschlossen. „Trotz Warnungen eines ortsansässigen Wirtes angesichts der kritischen Wetterlage und begleitet von nur gerade einer blutjungen «Erlebnispädagogik»-Höhlenforscherin“ stiegen die Studierenden ein. Dank eines Großeinsatzes von Feuerwehren, Polizei und Spezialisten (Taucher, Ärzte usw.), der jenen vom Jahr 1986 in der nahe gelegenen Höhle von Theusseret noch übertraf, waren die Eingeschlossenen nach rund 72 Stunden wieder frei. An der Rettungsaktion beteiligten sich zeitweilig mehr als 200 Spezialkräfte. Die Kosten werden auf über 300'000 Franken geschätzt.